# Иррупутунку
Иррупутунку (исп. Irruputuncu) — действующий вулкан на границе Чили (область Тарапака) и Боливии. Высота — 5165 м.
Вулкан содержит два кратера вершины. Фумаролическая деятельность происходит в южном кратере, который составляет приблизительно 300 метров в диаметре.
26 ноября 1995 года в вулкане были отмечены умеренные извержения.